# Belotinc
Belotinc, 1911 és 1918 között Beletháza (Bellotinc, románul: Belotinț) falu Romániában, a Bánátban, Arad megyében.

## Fekvése
Lippától 24 km-re keletre, a Maros bal partján fekszik. 2009-ben Maroseperjes és Lalánc felől aszfaltozatlan úton, a községközpontból kompon lehetett megközelíteni.

## Története
1607-ben Belotincza, 1717-ben Belodinzi, 1808-ban Belotincz alakban írták. A Török hódoltság idején települt előbb valószínűleg szerb, később román lakossággal. A 18. század második felétől Temes vármegyéhez tartozott. 1845-ig a kamara birtoka volt, akkor a marosaszói uradalommal együtt Latour későbbi hadügyminiszter kapta meg.
Fényes Elek szerint 1848 előtt „...oláh falu, Temes vármegyében, a Maros mellett, Lippához 3 mfd. 558 n. e. óhitű lak., s anyatemplommal. Határa hegyes völgyes és csak 3-dik osztálybeli. Ebből van majorsági szántóföld 38 h., rét 176 h. 1090 négyszögöl, legelő 106 h. s 840 négyszögöl, házhely 7 h., szorgalomföld 12 h., 2797 hold s 988 négyszögöl erdő, 6 hold szabad föld; urbéri szántó 519 h., rét 282 hold, legelő 113 h., házhely 164 h., szorgalomföld 31 h., 173 h. haszonvehetlen, 144 h. szabadföld.”
Az 1873-as kolerajárvány 250 áldozatot szedett a faluban. 1895-től a többségi ortodox felekezet mellett lakóinak kb. 20%-a a görögkatolikus vallást gyakorolta. 1938-ban épült templomuk ma is megvan, de gyülekezet nélkül.
2006-ban a hatóságok elutasították Maroseperjessel és Lalánccal közösen beadott, külön község alapítására vonatkozó kérvényét.

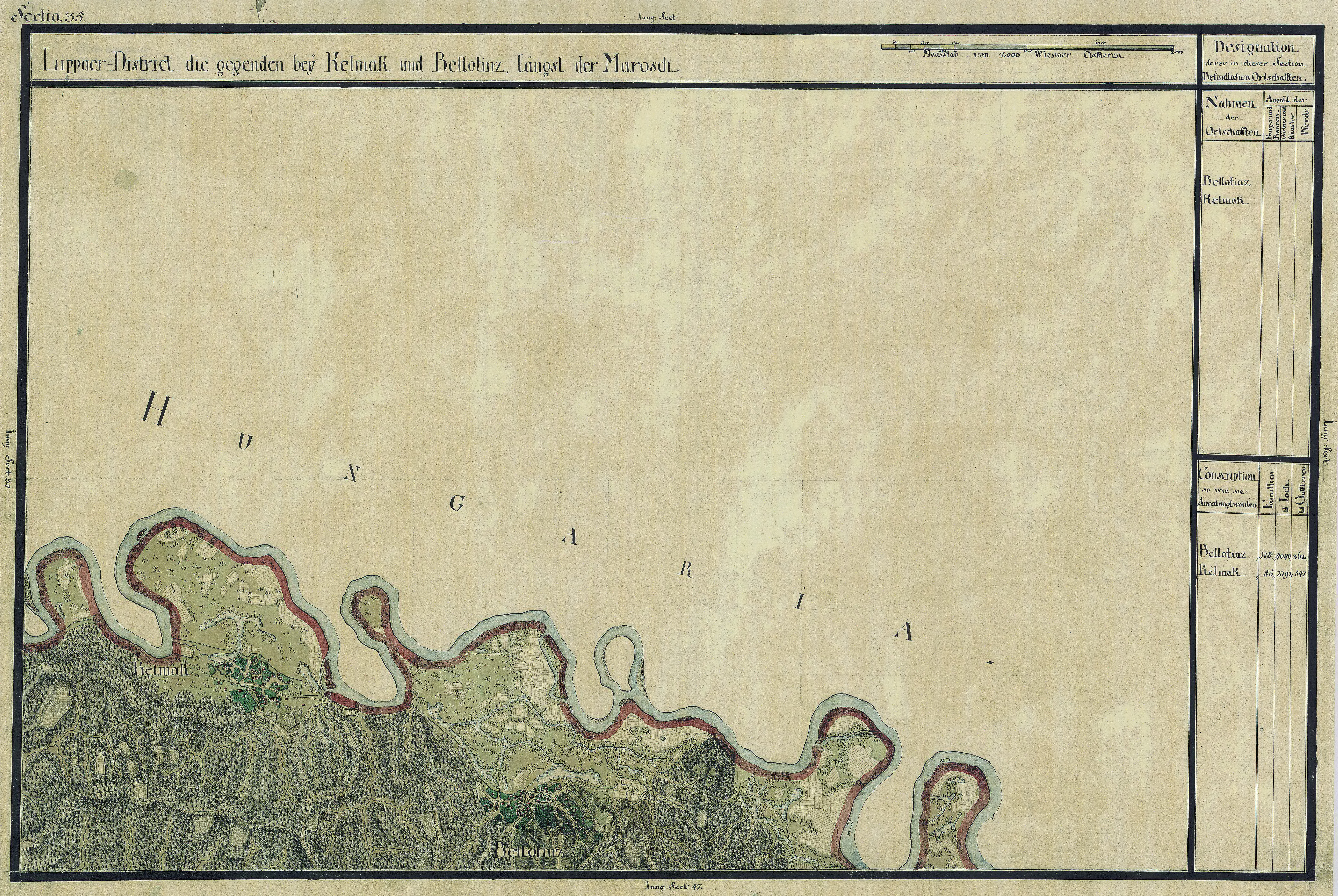
Belotinc egy régi katonai térképen

## Népessége
- 1880-ban 1163 lakosából 1096 volt román, 52 cigány és 13 német anyanyelvű; 1334 ortodox és 10 zsidó vallású.
- 2002-ben 358 lakosából 354 volt román nemzetiségű; 291 ortodox és 66 pünkösdista vallású.